# تروى ليون جريج
تروى ليون غريغ (22 أبريل، 1948 - 29 يوليو 1980) هو أول شخص يحكم بالإعدام بعد أن أصدرت المحكمة العليا للولايات المتحدة قرارها في قضية فورمان ضد جورجيا حيث اقتضت إلغاءها لجميع القوانين التي صدرت سابقاً عقوبة الإعدام في الولايات المتحدة. وكان جريج ادين بقتل فريد Durwood ادوارد سيمونز وبوب مور وذلك لسرقة. ضحايا له، ورجل اخر، دينيس ويفر عند الركوب. ووقعت الجريمة في 21 تشرين الثانى نوفمبر سنة 1973.
في قضية جريج ضد جورجيا، قضت المحكمة العليا بان دولة جورجيا قد وضعت دستوريا جريج حتى الموت.
وفي 28 يوليو 1980م، وذلك إلى جانب ثلاثة اخرين McCorquodale ادان القتلة تيموثى جونى ل. جونسون وديفيد Jarrell, غريغ هرب من سجن Reidsville ولاية جورجيا في جناح المحكوم عليهم بالإعدام في تاريخ جورجيا. يرتدى زى ضابطة اصلاحية محلية الصنع مع الشارات المزيفة، وذلك من خلال قطع الاربعة زنزاناتهم البارات وتركوا في سيارة متوقفة في مراب السيارات الزوار لهم والعمات. غريغ للضرب حتى الموت في ساعة متاخرة من الليل في حانة في ولاية كارولينا الشمالية. تم القبض على اخرين فارين بعد ثلاثة أيام. 

## مرجع
1. ↑  "معلومات عن تروى ليون جريج على موقع wikitree.com". wikitree.com. مؤرشف من الأصل في 2020-04-07.

## الارتباطات الخارجية
- محكمة جورجيا العليا الراى تفاصيل القضية.
- وذكر القتل دخول